# Stanley Mordaunt Leathes
Sir Stanley Mordaunt Leathes (* 7. Mai 1861 in London; † 25. Juli 1938 bei Gloucester) war ein britischer Historiker, Pädagoge, Dichter und Verwaltungsbeamter.
Leathes besuchte 1873 bis 1880 das Eton College (als King´s Scholar) und studierte am Trinity College der Universität Cambridge, wo er in den Tripos-Prüfungen in klassischen Sprachen 1882 (Teil 1) und 1884 (Teil 2) einen Abschluss erster Klasse erreichte. 1884 erhielt er seinen B. A. Abschluss, 1888 seinen M.A. und 1886 wurde er Fellow des Trinity College. 1892 bis 1903 war er dort Lecturer für Geschichte. 1900 verließ er Cambridge, um Sekretär des General Board of Studies der britischen Regierung zu werden. 1903 wurde er Sekretär der Civil Service Commission, 1907 Commissioner und 1910 First Commissioner, was er bis zu seinem Ruhestand 1927 blieb. Er war Vorsitzender eines Komitees, dass 1918 mit seinem Report dafür verantwortlich war, dass der Schwerpunkt schulischer Ausbildung von klassischen auf moderne Sprachen verlegt wurde. Ebenfalls 1918 war er in hoher Position im Ernährungsministerium (Ministry of Food).
Mit Adolphus William Ward und George Walter Prothero gab er 1901 bis 1912 die The Cambridge Modern History heraus, die er davor mit Lord Acton geplant hatte. Er war Herausgeber der Proceedings of the Cambridge Antiquarian Society.
1911 wurde er Fellow der Royal Society. 1911 wurde er CB und 1919 KCB (Knight Commander des Bath-Ordens).

## Schriften
- Vox Clamantis: Essays on Collectivism, 1911 (unter dem Pseudonym Numa Minimus)
- Eton. Life in College, 1881
- Herausgeber: A Grace Book Containing the Proctors' Accounts and Other Records of the University of Cambridge for the years 1454–1488, 1897
- The Claims of the Old Testament, 1897
- The People of England, 3 Bände, 1915 bis 1923
- The Teaching of English at the Universities, 1913
- What is Education ?, 1913,
- Rhythm in English Poetry, 1935